# Ben Ames Williams
Ben Ames Williams (Macon, Mississipi, 7 de março de 1899 — 4 de fevereiro de 1953) foi um escritor norte-americano que publicou cerca de trinta romances, entre eles All the Brothers Were Valiant (1919), The Strange Woman (1945), House Divided (1947), Leave Her to Heaven (1944) e Come Spring (1940).
Williams adquiriu grande popularidade quando três de seus livros foram adaptados para filmes: Leave Her to Heaven (1945), The Strange Woman (1946) e All the Brothers Were Valiant (1953).